# Nelumbo lutea
Nelumbo lutea, conhecido popularmente como lótus-amarelo e loto-amarelo, é uma planta aquática da família das nelumbonáceas. É nativo do sul da América do Norte. Possui flores amarelas. As folhas possuem um círculo amarelado em torno do ponto de inserção do pecíolo na folha.

## Etimologia
"Lutea" é um termo latino que significa "amarelo". "Lótus" e "loto" procedem do termo latino lotus.
- Commons
- Wikispecies